# 比约尔纳尔·莫克斯内斯

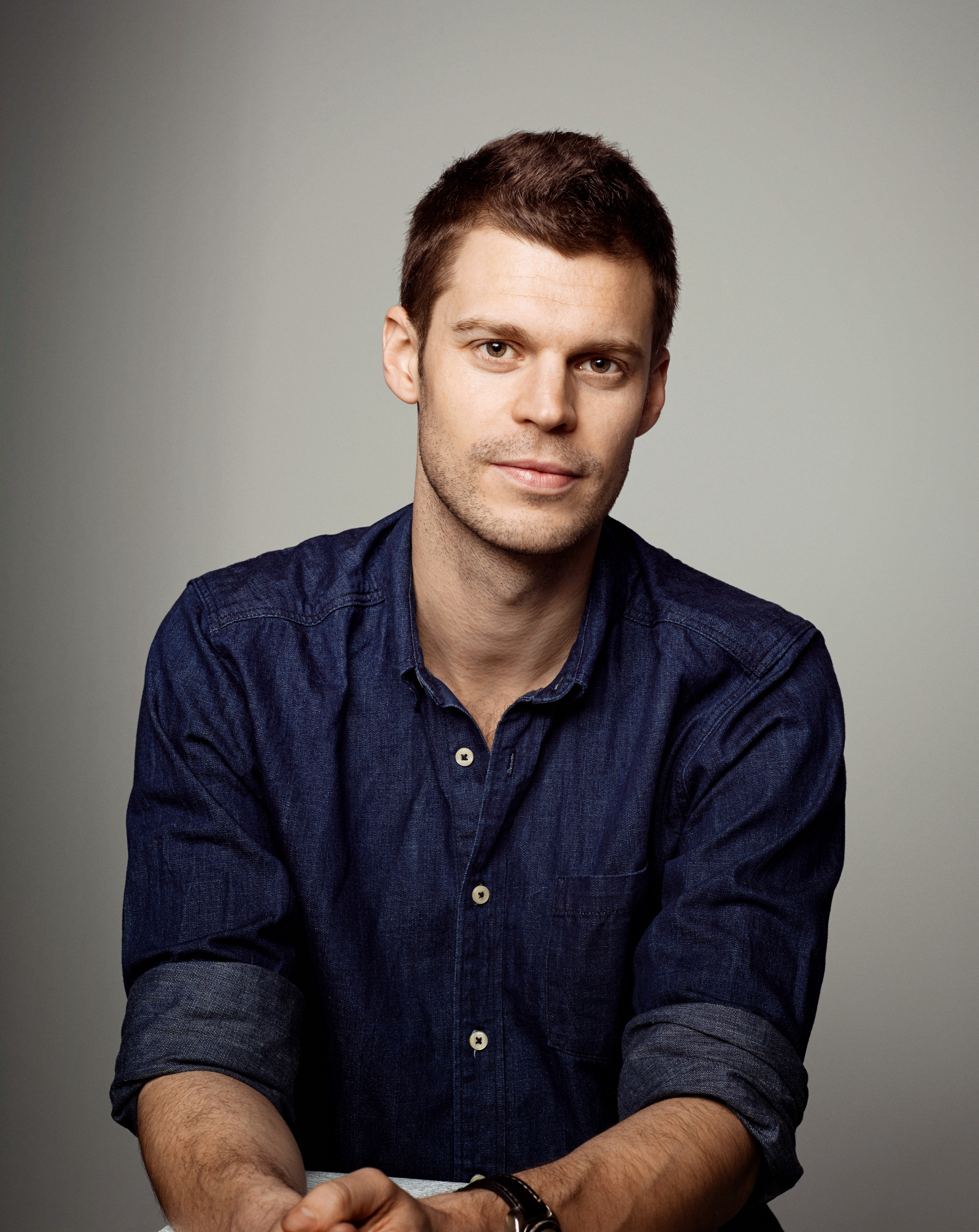
比约尔纳尔·莫克斯内斯

比约尔纳尔·莫克斯内斯（挪威語：Bjørnar Moxnes；1981年12月19日—），挪威政治家，前任红党领袖、挪威议会议员。他出生于奥斯陆，毕业于奥斯陆大学社会学专业。莫克斯内斯反对欧盟，将挪威加入欧洲经济区描述为不民主。莫克斯内斯自称是社会主义者。
2023年7月24日，他辞去红党领袖职位，因为他在商店偷窃了一副墨镜被发现。